# Eburodacrys sulphureosignata
Eburodacrys sulphureosignata är en skalbaggsart som först beskrevs av Wilhelm Ferdinand Erichson 1847.  Eburodacrys sulphureosignata ingår i släktet Eburodacrys och familjen långhorningar.
Artens utbredningsområde är:
- Guyana.
- Surinam.

Inga underarter finns listade i Catalogue of Life.